# Мухоловка попеляста
Мухоло́вка попеляста (Muscicapa caerulescens) — вид горобцеподібних птахів родини мухоловкових (Muscicapidae). Мешкає в Африці на південь від Сахари.

## Опис

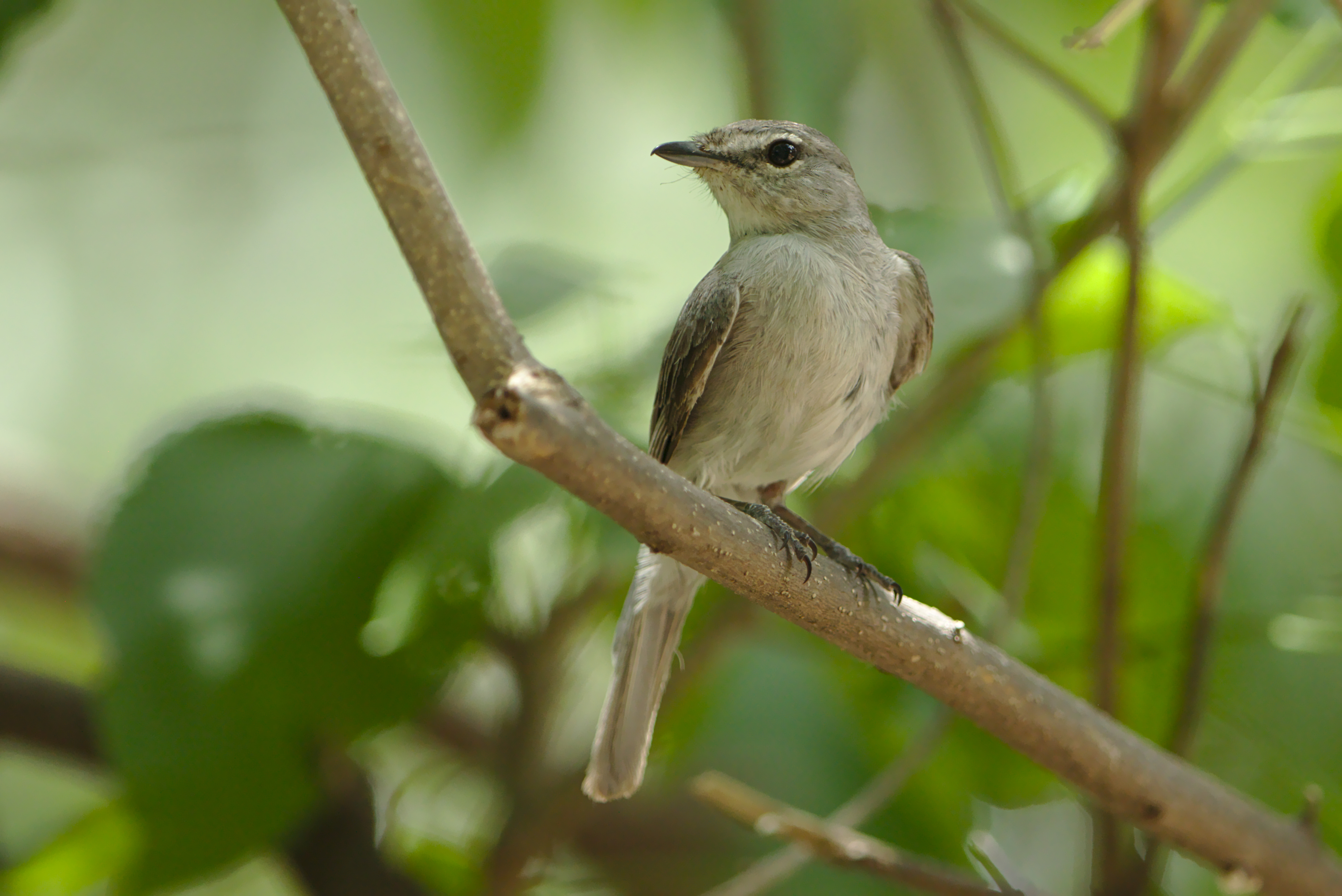
Попеляста мухоловка

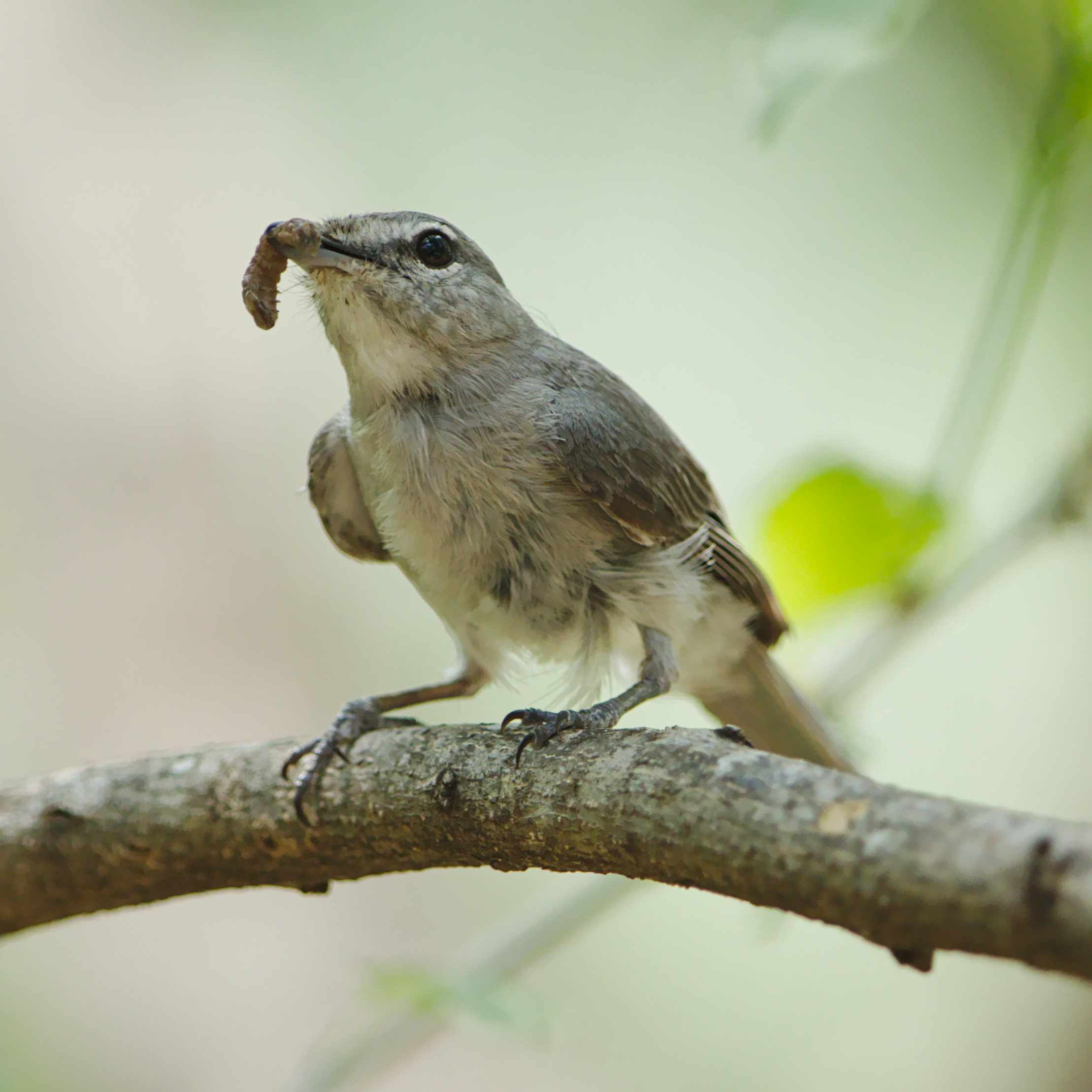
Попеляста мухоловка з личинкою

Довжина птаха становить 13—15 см. Виду не притаманний статевий диморфізм. Верхня частина голови і верхня частина тіла попелясто-сірі, підборіддя й горло білуваті, груди і боки блідо-сірі, живіт, гузка і нижні покривні пера хвоста білі, стегна сірі. Від дзьоба до очей ідуть темні смуги, над очима бліді «брови», навколо очей білі кільця. Крила і хвіст чорнувато-бурі, покривні пера крил мають сірі краї. Нижні покривні пера крил білі.

## Підвиди
Виділяють шість підвидів:
- M. c. nigrorum (Collin, A & Hartert, E, 1927) — від південно-східної Гвінеї до Сьєрра-Леоне, Гани і Того;
- M. c. brevicauda Ogilvie-Grant, 1907 — від південної Нігерії на схід до Південного Судану, Уганди і крайнього заходу Кенії і на південь до північно-західної Анголи і півдня ДР Конго;
- M. c. cinereola Hartlaub & Finsch, 1870 — південь Сомалі, схід Кенії і Танзанії;
- M. c. impavida Clancey, 1957 — від центральної Анголи і північної Намібії до північної Танзанії і Зімбабве;
- M. c. vulturna Clancey, 1957 — від півдня Малаві і центрального Мозамбіку до північного сходу ПАР (Лімпопо, Мпумаланга) і півночі Есватіні;
- M. c. caerulescens (Hartlaub, 1865) — південь Мозамбіку, південь Есватіні і схід ПАР.

## Поширення і екологія
Попелясті мухоловки поширені від Гвінеї і Сьєрра-Леоне до Сомалі і Південно-Африканської Республіки. Вони живуть на узліссях вологих і сухих тропічних лісів, в рідколіссях, галерейних лісах, чагарникових заростях, саванах і плантаціях. Зустрічаються поодинці, парами або зграйками до 7 птахів, на висоті до 1500 м над рівнем моря, в Східній Африці місцями на висоті до 1800 м над рівнем моря. Іноді приєднуються до змішаних зграй птахів.

## Поведінка
Попелясті мухоловки живляться комахами, на яких чатують, сидячи на відкритому місці, або яких шукають серед листя у верхньому ярусі лісу. Після того, як птахи спіймають комаху, вони повертаються до свого сідала. Попелясті мухоловки віддають перевагу жукам, мухам, коникам, метеликам та їх личинкам, крилатим мурахам і термітам, а також доповнюють свій раціон дрібними плодами, ягодами, іноді дрібними геконами до 5 см довжиною. Попелясті мухоловки є моногамними, територіальними птахами. Вони часто займають покинуті гнізда ткачиків. В кладці 2—3 яйця, інкубаційний період триває 14 днів.